# Aristotelia serrata
Aristotelia serrata es una especie de árbol endémico de Nueva Zelanda. El árbol, llamado makomako en Maorí y Wineberry, es una especie común a lo largo de Nueva Zelanda, en donde crece en márgenes del bosque húmedo y los bordes de los ríos. 

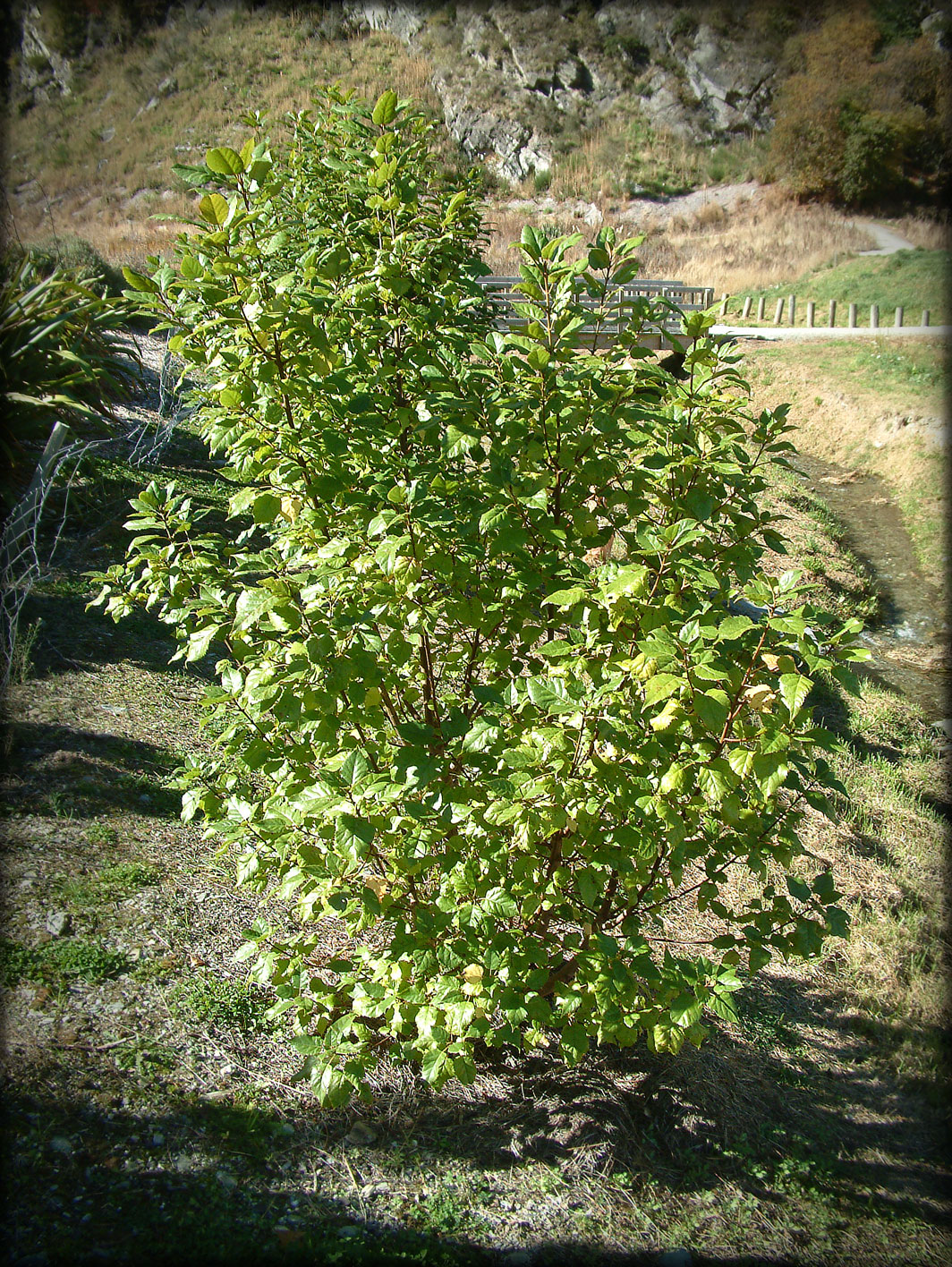
Vista general

## Descripción
Puede ser clasificado como un arbusto o un árbol pequeño y puede crecer hasta 9 m de altura. Especie es dioica (sexos en diferentes individuos), es decir, que al igual que sucede en el hombre, los ejemplares de esas plantas son o masculinos o femeninos; el varón y las flores hembras se levantan en plantas separadas, por lo que se requieren ambos sexos para la producción de bayas.
Sus hojas son anchas, rosa las hojas coloreadas y crece entre 5-12 cm. Las flores en el árbol son de un color rojo-blanco. El árbol produce unas bayas comestibles de color rojo o negro de entre 6-9 mm. es un árbol atractivo, con follaje rosado y flores coloreadas rosas en primavera.

## Usos
Al igual que las bayas de la especie Aristotelia chilensis, sus bayas son comestibles. Los Maorí también utilizaban sus frutos para hacer una bebida dulce. 
Ha sido utilizada como planta medicinal contra el reumatismo y enfermedades de los ojos, pero no existen estudios científicos que avalen tal práctica.
La madera puede ser utilizada para la carpintería, para ruedas y otras manufacturas de madera, y para la recuperación en forma de carbón.
De las bayas se puede obtener un tinte azul-negro.

## Taxonomía
Aristotelia serrata   fue descrita por (G.Forst.) Oliv. y publicado en Transactions and Proceedings of the New Zealand Institute 53: 365. 1921.
Etimología
Aristotelia: nombre genérico otorgado en honor del filósofo griego Aristóteles.
serrata: epíteto latino que significa "serrada".
Sinonimia
- Aristotelia racemosa (A.Cunn.) Hook.f.
- Dicera serrata J.R.Forst. & G.Forst.
- Friesia racemosa A.Cunn.
- Triphalia rubicunda Banks & Sol. ex Hook.f.[7]